# Bryocyclops soqotraensis
Bryocyclops soqotraensis is een eenoogkreeftjessoort uit de familie van de Cyclopidae. De wetenschappelijke naam van de soort is voor het eerst geldig gepubliceerd in 2002 door Mirabdullayev, Van Damme & Dumont.